# Ricardo Ribeiro
Ricardo Abreu Ribeiro (Moreira de Cónegos, 27 gennaio 1990) è un calciatore portoghese, portiere dell'Oliveirense.

## Palmarès

### Club

#### Competizioni nazionali
- Segunda Liga: 1

Paços Ferreira: 2018-2019